# Nigeriella
Nigeriella is een geslacht van vliesvleugeligen uit de familie vijgenwespen (Agaonidae). De wetenschappelijke naam van dit geslacht is voor het eerst geldig gepubliceerd in 1974 door Wiebes.

## Soorten
Het geslacht Nigeriella omvat de volgende soorten:
- Nigeriella avicola Wiebes, 1975
- Nigeriella excavata Compton, 1990
- Nigeriella fusciceps Wiebes, 1974
- Nigeriella letouzeyi Wiebes, 1974
- Nigeriella scindura van Noort, 2006